# Isla Anjadip
Isla Anjadip (en konkani: आन्जादीप द्वीप Anjadip dviipa, en portugués: Ilha de Angediva, también escrito Isla Anjediva) es una isla en el Mar arábigo frente a las costas de Canacona en el distrito sur de Goa, en el estado de Goa, en la India. Desde el punto de vista jurídico y constitucional, sigue siendo una parte de Goa, aunque hay una idea generalizada de que se trata de una parte del estado de Karnataka, cuya costa está cerca.

## Historia

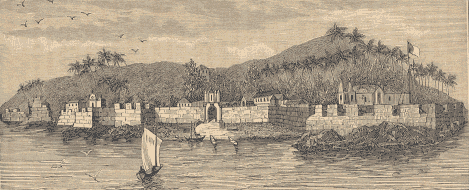
Fortaleza de Anjadip, construida por los portugueses

La presencia portuguesa en la isla se inició con el desembarco de D. Francisco de Almeida, el 13 de septiembre de 1505, que ordenó la construcción de una fortaleza, que fue destruida siete meses después. El ataque de Albuquerque, que culminó con la conquista de Goa en 1510 fue lanzado desde Angediva. La isla estuvo desocupada hasta 1661, cuando los ingleses se establecieron allí en espera de poner en práctica el Tratado del 23 de julio de ese año en el que cedían Bombay, lo que se produjo en 1665.
Anjediva, como territorio portugués, fue utilizada por los cristianos y los hindúes de la parte continental como refugio durante la invasión de los reinos costeros de Bednore y Soonda del sultán Tipu, quien había creado el nuevo estado de Khodadad después de usurpar el trono del Reino de Mysore. Las ruinas del templo Shri Aryadurga que fue destruido por los portugueses todavía no se han encontrado aquí. Los brahmanes Saraswat en la isla que no podían soportar a la Inquisición y la destrucción masiva de templos hechos de los portugueses no tenían otra opción, que irse a un lugar vecino, que ahora se llama Karnataka. El templo de Shri Aryadurga se encuentra en el norte de Karnataka, en un lugar llamado Ankola.
Reconociendo la importancia estratégica de Angediva, la isla se mantuvo bajo la soberanía portuguesa hasta ser invadida el 22 de diciembre de 1961, en una acción militar que costó la vida de 7 soldados de la India en julio, que son recordados en un monumento instalado allí.